# Liste des chapitres de One Piece (1re partie)
 (août 2025).
 (août 2025).
Si vous disposez d'ouvrages ou d'articles de référence ou si vous connaissez des sites web de qualité traitant du thème abordé ici, merci de compléter l'article en donnant les références utiles à sa vérifiabilité et en les liant à la section « Notes et références ».
Cet article est un complément de l’article sur le manga One Piece. Il contient la liste des volumes du manga parus en presse du tome 1 au tome 20, avec les chapitres qu’ils contiennent. Il est suivi de Liste des chapitres de One Piece (2e partie).
Les chapitres sont numérotés sous la forme Chapitre X où X est le numéro du dit chapitre. Une grande partie des chapitres commencent par une page d’entête racontant de manière muette une petite histoire à suivre sur les aventures d’un ou de plusieurs personnages secondaires. Les autres pages de présentation de chapitres sont des illustrations de l'univers et plus particulièrement de l'équipage de Luffy.

## Volumes reliés

### Tomes 1 à 10
| no | Japonais         | Japonais      | Français           | Français      |
| no | Date de sortie   | ISBN          | Date de sortie     | ISBN          |
| --- | ---------------- | ------------- | ------------------ | ------------- |
| 1 | 24 décembre 1997 | 4-08-872509-3 | 1er septembre 2000 | 2-7234-3335-8 |
| Titre du volume : ROMANCE DAWN - À l’aube d’une grande aventure (ROMANCE DAWN — 冒険の夜明け—, Romance Dawn: bōken no yoake) Personnages en couverture : Monkey D. Luffy, Roronoa Zoro et NamiListe des chapitres : - Ch.1 : ROMANCE DAWN - À l’aube d’une grande aventure (ROMANCE DAWN — 冒 険の夜明け—, Romance Dawn: bōken no yoake) Un jeune garçon nommé Monkey D. Luffy rêve de devenir le roi des pirates et il mange accidentellement le fruit du Gum Gum. Il reçoit le chapeau de paille de son modèle, Shanks. Dix ans plus tard, Luffy commence son aventure. - Ch.2 : Luffy, l'homme au chapeau de paille (その男「麦わらのルフィ」, Sono otoko "Mugiwara no Luffy") Luffy rencontre le jeune Kobby et parvient à vaincre Alvida. - Ch.3 : Zoro le "chasseur de pirates" (「海賊狩りロロノア・ゾロ」登場, "Kaizoku-gari Roronoa Zoro" tōjō) Luffy et Kobby arrivent dans une ville où est implanté une base de la Marine. Roronoa Zoro y est emprisonné et Luffy déclare vouloir le recruter dans son équipage. - Ch.4 : Morgan, le colonel à la main de fer (海軍大佐「斧手のモーガン」, Kaigun taisa "Onote no Mōgan") Luffy récupère les sabres de Zoro mais il provoque le chef de la base, Morgan. - Ch.5 : Le roi des pirates et la fine lame (海賊王と大剣豪, Kaizoku-ō to dai-kengō) Lorsque Morgan et la Marine s'apprêtent à exécuter Kobby et Zoro, ce dernier se souvient de la promesse qu'il avait fait à son amie défunte, Kuina. Cependant, Luffy les sauve et Zoro lui dit qu'il rejoindra son équipage. - Ch.6 : Un premier matelot (一人目, Hitori-me) Luffy et Zoro parviennent à vaincre Morgan et Hermep. - Ch.7 : Des amis (友達, Tomodachi) Luffy et Zoro quittent la ville et Kobby intègre la Marine, qui remercie les deux pirates d'avoir vaincu Morgan. - Ch.8 : Nami (ナミ登場, Nami tōjō) Luffy est capturé par un oiseau et Zoro rencontre l'équipage de Baggy. Sur une île, Luffy rencontre une certaine Nami. |                  |               |                    |               |
| Résumé : - Arc Romance Dawn - Arc Village d'Orange (1re partie) |                  |               |                    |               |
| 2 | 3 avril 1998     | 4-08-872544-1 | 22 novembre 2000   | 2-7234-3431-1 |
| Titre du volume : Luffy versus la bande à Baggy !! (VERSUS!! バギー海賊団, VERSUS!! Bagī Kaizoku-Dan) Personnages en couverture : Monkey D. Luffy, Baggy, Morge et CabajiListe des chapitres : - Ch.9 : Une fille diabolique (魔性の女, Mashō no on'na) Luffy et Nami s'enfuient, cette dernière ayant volé une carte du trésor à Baggy. Elle refuse de rejoindre l'équipage de Luffy, lui disant qu'elle déteste les pirates. Cependant, elle le capture et l'emmène chez Baggy pour faire un accord. - Ch.10 : Désordre à la taverne (酒場の一件, Sakaba no ikken) Nami est forcée de tuer Luffy mais ils sont sauvés par Zoro, qui coupe Baggy en morceaux. - Ch.11 : Sauve-qui-peut (敗走, Haisō) Baggy révèle qu'il a mangé un fruit du démon lui permettant de se fragmenter et il blesse Zoro. Ils parviennent tout de même à s'enfuir. - Ch.12 : Un chien (犬, Inu) Le trio arrive devant un magasin d'animaux surveillé par un chien nommé Chouchou. Morge et Richie arrivent pour tuer Luffy, mais le lion détruit la cage où était enfermé le pirate. - Ch.13 : Trésor (宝物, Takaramono) Morge et Richie battent Chouchou et ils brûlent le magasin d'animaux, mais Luffy les vainc tous les deux pour venger le chien. - Ch.14 : Sur un coup de tête ! (無謀っ!!, Mubō'!!) Baggy se prépare à détruire la ville d'Orange avec son canon et le maire décide de se battre. - Ch.15 : Gong (GONG) Luffy sauve le maire et le frappe pour l'empêcher d'interférer. Luffy et Zoro font désormais face à Baggy. - Ch.16 : Luffy versus la bande à Baggy !! (VERSUS!! バギー海賊団, VERSUS!! Bagī kaizoku-dan, litt. VERSUS !! L’équipage de Baggy !!) Cabaji attaque Zoro tout en profitant de sa blessure, mais ce dernier parvient à prendre le dessus. - Ch.17 : Question de niveau (格, Kaku) Nami vole le trésor de l'équipage de Baggy alors que Zoro vainc Cabaji. Luffy se confronte à Baggy, qui mentionne Shanks. |                  |               |                    |               |
| Résumé : - Arc Village d'Orange (2e partie) |                  |               |                    |               |
| 3 | 4 juin 1998      | 4-08-872569-7 | 10 janvier 2001    | 2-7234-3480-X |
| Titre du volume : Une vérité qui blesse (偽れぬもの, Itsuwarenu Mono) Personnages en couverture : Monkey D. Luffy et Roronoa ZoroListe des chapitres : - Ch.18 : Baggy le clown (海賊「道化のバギー」, Kaizoku "Dōka no Bagī") Luffy et Baggy se battent et ce dernier réussit à toucher le chapeau de paille. Après s'être rendu compte à qui il avait appartenu, Baggy cible le chapeau, révélant que Shanks et lui étaient autrefois des camarades. - Ch.19 : Le fruit du démon (悪魔の実, Akuma no Mi) Baggy se souvient au moment où lui et Shanks étaient des apprentis pirates, mais ce dernier l'a accidentellement amené à avaler un fruit du démon qu'il avait l'intention de vendre, ce qui a causé son inimitié. Baggy voit Nami voler son trésor et il la poursuit. - Ch.20 : Voleuse à tout prix (泥棒道, Dorobō-Dō) Luffy découvre la faiblesse de la capacité de Baggy et Nami attache plusieurs parties de son corps. Il envoie ensuite dans le ciel ce qu'il reste de Baggy. - Ch.21 : Tous en ville (町, Machi) Les villageois arrivent, et en raison d'un malentendu, ils pensent que c'est Luffy et ses deux amis qui ont frappé le maire. Ils s'échappent et Chouchou bloque les habitants de la ville. Boodle les rattrape alors qu'ils partent en mer et il les remercie. - Ch.22 : Une faune insolite (あんたが珍獣, Anata ga Chinjū) Luffy, Zoro et Nami débarquent sur une île étrange peuplée d'animaux hybrides et d'un homme coincé dans un coffre nommé Gaimon. - Ch.23 : Le Capitaine Usopp (キャプテン・ウソップ登場, Kyaputen Usoppu Tōjō) Le trio se rend compte qu'ils ont besoin d'un vrai navire et ils arrivent sur une île où ils rencontrent Usopp, le menteur de la ville. - Ch.24 : Une vérité qui blesse (偽れぬもの, Itsuwarenu Mono) Ils rencontrent l'équipage d'Usopp, un prétendu équipage de pirates. Usopp va à la maison de son amie, Kaya, pour lui raconter ses fausses histoires, mais il se retrouve confronté à son majordome, Klahadoll. - Ch.25 : Une kyrielle de mensonges (ウソ800, Usoppappyaku) Usopp est chassé du manoir de Kaya par Klahadoll et l'équipage d'Usopp rencontre un étrange hypnotiseur nommé Jango. Luffy et Usopp entendent Klahadoll et Jango parler de leur plan d'assassinat de Kaya. - Ch.26 : Le complot du Capitaine Kuro (キャプテン・クロの一計, Kyaputen Kuro no Ikkei) Klahadoll est en réalité le célèbre capitaine pirate Kuro. Usopp essaie de prévenir tout le monde au sujet du plan de Kuro, mais ils ne le croient pas. L'équipage au chat noir se prépare à envahir la ville. |                  |               |                    |               |
| Résumé : - Arc Village d'Orange (3e partie) - Arc Village de Sirop (1re partie) |                  |               |                    |               |
| 4 | 4 août 1998      | 4-08-872594-8 | 14 mars 2001       | 2-7234-3481-8 |
| Titre du volume : Attaque au clair de lune (三日月, Mikazuki) Personnages en couverture : Monkey D. Luffy, Kuro, Jango, Sham et BuchiListe des chapitres : - Ch.27 : Fidèle à ses principes (筋, Suji) Luffy survit à la chute grâce à son corps en caoutchouc et Kaya refuse de croire l'histoire d'Usopp. Il protège son équipage en leur mentant et les laissant incrédules. Luffy est cependant conscient de la situation et il accepte de l'aider. - Ch.28 : Attaque au clair de lune (三日月, Mikazuki) Kuro blesse Merry, un autre majordome, quand il révèle sa vraie nature. Pendant ce temps, Usopp et l'équipage de Chapeau de paille ont placé un piège mais le lendemain matin, ils découvrent que c'était la mauvaise plage. - Ch.29 : Sur une pente qui glisse (坂道, Sakamichi) Nami et Usopp tentent de combattre eux-mêmes l'équipage au chat noir mais ils ne font pas le poids. Juste avant qu'ils ne soient vaincus, Luffy et Zoro arrivent et ils prennent soin d'eux. - Ch.30 : Great !! (GREAT!!!) Jango tente d'hypnotiser les membres de l'équipage au chat noir pour les rendre plus forts, mais il hypnotise accidentellement Luffy qui les domine, avant de l'endormir. Remarquant que son équipage est en retard, Kuro décide d'aller voir ce qui se passe, mais Oignon le remarque. - Ch.31 : Face à la vérité (真実, Shinjitsu) Après s'être réveillé, Kaya trouve Merry blessé qui lui dit tout sur Kuro et elle part donc affronter Kuro. Les membres de l'équipage d'Usopp se rencontrent et ils se rendent compte que leur capitaine les a protéger en mentant, puis ils croisent Kaya. Pendant ce temps, Zoro se bat contre les frères siamois mais Sham lui vole deux sabres. - Ch.32 : Mauvais sort (大凶, Daikyō) Zoro combat avec un énorme inconvénient, n'ayant qu'un sabre. Nami tente de récupérer les deux autres sabres mais elle est interceptée par Jango. Kuro arrive en colère, après que son plan a été retardé. - Ch.33 : À pas de velours (音無き男, Oto Naki Otoko) Kuro donne cinq minutes à son équipage pour terminer leur combat, avant de les tuer s'ils échouent. Nami réussit à remettre à Zoro ses deux sabres, lui permettant de battre contre les frères siamois, mais Jango hypnotise Buchi pour le rendre plus fort. Nami décide alors de réveiller Luffy. - Ch.34 : Klahadoll le majordome (執事クラハドール, Shitsuji Kurahadōru) Jango allait tuer Nami mais Luffy arrête son attaque. Kaya arrive et essaie de négocier, mais Kuro refuse de l'écouter et il tente d'attaquer Usopp. Cependant, il se fait frapper par Luffy. - Ch.35 : Un chemin en pente raide (ネオ坂道, Neo Sakamichi) L'équipage d'Usopp arrive et attaque Kuro, mais il ignore leur attaque et il blesse gravement Usopp. Ce dernier ordonne à son équipage de fuir avec Kaya, mais Kuro envoie Jango après eux. Voyant que Luffy a mangé un fruit du démon, Kuro décide de le combattre personnellement. |                  |               |                    |               |
| Résumé : - Arc Village de Sirop (2e partie) |                  |               |                    |               |
| 5 | 2 octobre 1998   | 4-08-872619-7 | 1er mai 2001       | 2-7234-3482-6 |
| Titre du volume : Pour qui sonne le glas (誰が為に鐘は鳴る, Ta ga Tame ni Kane wa Naru) Personnages en couverture : Monkey D. Luffy, Usopp, Nami, Roronoa Zoro et KayaListe des chapitres : - Ch.36 : Traqués !! (追え!!, Oe!!) Zoro bat Buchi et s'échappe avec Usopp pour sauver Kaya et les trois garçons. Kuro et Luffy commencent alors leur combat. Vu que la maladie de Kaya se fit sentir, Jango réussit à les rattraper. - Ch.37 : Kuro le machiavélique (海賊「百計のクロ」, Kaizoku 'Hyakkei no Kuro) Luffy et Kuro se battent et Kuro se rappelle son passé. - Ch.38 : Peu importe l'équipage (海賊団, Kaizoku-Dan) Luffy et Kuro continuent leur combat. Alors que ce dernier déclenche son attaque ultime, il révèle qu'il voulait tuer son équipage dès le début. Pendant ce temps, l'équipage d'Usopp tente vainement de vaincre Jango, mais Zoro et Usopp réussissent à les retrouver. - Ch.39 : Pour qui sonne le glas (誰が為に鐘は鳴る, Dare ga Tame ni Kane wa Naru) Enragé par le manque de respect de Kuro pour son propre équipage, Luffy réussit à le stopper et il le bat. Pendant ce temps, avec l'aide de Zoro, Usopp sauve Kaya de Jango. - Ch.40 : L'équipage du Capitaine Usopp (ウソップ海賊団, Usoppu Kaizoku-Dan) Usopp décide de garder la bataille contre Kuro secrète pour le village. Il décide également de devenir un véritable pirate et il dissout son équipage. - Ch.41 : L'heure du départ (海へ, Umi e) Pour récompenser l'équipage de Chapeau de paille, Kaya et Merry leur donne un nouveau navire, le Vogue Merry. Bien que initialement envisageant de voyager seul, Usopp est recruté par Luffy. - Ch.42 : Yosaku et Johnny (ヨサクとジョニー, Yosaku to Jonī) Après avoir conçu leur Jolly Roger, l'équipage rencontre les anciens partenaires de Zoro, Johnny et Yosaku. Après avoir aidé à guérir Yosaku, les pirates se rendent compte de l'importance d'un cuisinier pour l'équipage. Johnny leur conseille le navire-restaurant Baratie pour en trouver un. - Ch.43 : Sanji (サンジ登場, Sanji Tōjō) L'équipage arrive sur le Baratie et Luffy y rencontre des problèmes avec des soldats de la Marine. Fullbody est alors humilié par le sous-chef Sanji. - Ch.44 : Trois chefs rivaux (三人のコック, San-nin no Kokku) Luffy doit travailler comme homme de corvée pour payer sa dette. Gyn parvient à entrer sur le Baratie, mais il est facilement battu, la faim ayant raison de lui. Sanji fournit plus tard à Gyn de la nourriture. En voyant cela, Luffy décide que Sanji devra rejoindre son équipage en tant que cuisinier. |                  |               |                    |               |
| Résumé : - Arc Village de Sirop (3e partie) - Arc Baratie (1re partie) |                  |               |                    |               |
| 6 | 3 décembre 1998  | 4-08-872642-1 | 3 juillet 2001     | 2-7234-3560-1 |
| Titre du volume : Le serment (誓い, Chikai) Personnages en couverture : Monkey D. Luffy, Roronoa Zoro, Nami et UsoppListe des chapitres : - Ch.45 : Avant la tempête (嵐前, Arashi Mae) Sanji refuse de quitter le restaurant pour devenir un pirate. Gyn part du bateau pour rejoindre son équipage. Plus tard, au moment où les autres pirates mangent et que Sanji tente d'impressionner Nami, le propriétaire Zeff soutient l'idée pour que Sanji quitte le Baratie. - Ch.46 : Un invité surprise (招かれざる客, Manekarezaru Kyaku) En colère contre Zeff, Sanji précise qu'il n'a pas l'intention de partir, puis il continue de faire la cour à Nami. Deux jours après le départ de Gyn, Don Krieg arrive. - Ch.47 : L'Amiral Don Krieg (海賊艦隊提督「首領・クリーク」, Kaizoku Kantai Teitoku 'Don Kurīku) Krieg veut le Baratie comme nouveau navire. Les cuisiniers le combattent mais échouent, puis Zeff accepte de fournir à son équipage des aliments. Krieg le reconnaît comme étant un ancien pirate. - Ch.48 : "Ne prenez surtout pas cette route !" (その航路、やめときな, Sono Kōro, Yametoki na) Don Krieg veut voler le journal de Zeff mais les chefs du Baratie sont prêts à protéger leur restaurant. Ils sont soutenus par Luffy. Krieg révèle que sur Grand Line, il s'est fait battre par un certain Mihawk. - Ch.49 : La tempête (嵐, Arashi) Mihawk arrive au Baratie et Zoro révèle qu'il est la personne qu'il cherche pour qu'il puisse devenir le meilleur sabreur au monde. Mihawk détruit le navire de Krieg et pendant ce temps, Nami vole le Vogue Merry et s'enfuit, sous le nez de Johnny et de Yosaku. - Ch.50 : Chacun sa route (己々が路, Ono-ono ga Michi) Zoro défie Mihawk pour accomplir son rêve. - Ch.51 : Zoro tombe à l'eau (ロロノア・ゾロ海に散る, Roronoa Zoro Umi ni Chiru) Zoro se bat contre Mihawk. Cependant, ce dernier le domine facilement et il détruit deux de ses sabres, avant de tomber à la mer. - Ch.52 : Le serment (誓い, Chikai) Malgré le fait que Zoro veuille mourir après avoir perdu, Mihawk révèle qu'il l'a volontairement épargné afin qu'il puisse s'améliorer pour pouvoir se battre à nouveau. Après avoir été secouru par Johnny et Yosaku, Zoro promet de ne plus perdre. Ce dernier, Johnny et Usopp prennent la mer pour rattraper Nami. - Ch.53 : Tête de maquereau number one (サバガシラ1号, Saba-Gashira Ichi-gō) Zeff et Luffy font un accord pour que la dette soit remboursée si ce dernier les aide à battre Don Krieg. Sanji révèle sa force quand il repousse une attaque contre le restaurant. |                  |               |                    |               |
| Résumé : - Arc Baratie (2e partie) |                  |               |                    |               |
| 7 | 4 mars 1999      | 4-08-872683-9 | 25 septembre 2001  | 2-7234-3622-5 |
| Titre du volume : Vieux machin (クソジジイ, Kuso-Jijī) Personnages en couverture : Monkey D. Luffy et Sanji VinsmokeListe des chapitres : - Ch.54 : Pearl (パールさん, Pāru-san) Les chefs du Baratie se battent contre les hommes de Don Krieg. Sanji combat l'un des hommes de Don Krieg qui prétend être invincible, Pearl. - Ch.55 : Jungle Blood (JUNGLE BLOOD) Après avoir saigné du nez, Pearl s'enflamme et met en danger le navire. Cependant, Sanji continue de le combattre et parvient à l'empêcher de brûler le restaurant. Gyn prend Zeff en otage pour arrêter la bataille. - Ch.56 : Même pas en rêve ! (やなこった, Ya na Kotta) Sanji décide de se sacrifier pour sauver Zeff. Il se souvient, neuf ans plus tôt, de leur rencontre. - Ch.57 : Le rêve de deux hommes (夢在るがゆえ, Yume Aru ga Yue) Zeff a pris Sanji sous son aile après avoir appris que les deux partagent le même rêve et ils se retrouvent seuls sur une île quand une énorme vague a détruit leurs deux navires. - Ch.58 : Vieux machin (クソジジイ, Kuso-Jijī) Après être resté 85 jours sur l'île, Sanji a appris que Zeff avait sacrifié sa jambe droite afin que les deux puissent survivre. Le nouveau rêve de Zeff était d'ouvrir un navire-restaurant. - Ch.59 : Une dette (恩, On) Sanji est dominé par Pearl maintenant qu'il refuse de se battre. Luffy décide qu'il doit détruire le Baratie pour que Sanji n'y soit plus lié . Gyn vainc Pearl, en décidant qu'il va vaincre le cuistot personnellement. - Ch.60 : Pour en finir (ケジメ, Kejime) Alors que Sanji commence son combat avec Gyn, Luffy commence son combat avec Don Krieg. - Ch.61 : Gyn, le démon (鬼, Oni) Les combats se poursuivent. Cependant, Sanji n'est plus capable de combattre Gyn après que Pearl l'a blessé. Gyn épargne Sanji après avoir été gentil avec lui. - Ch.62 : MH5 (M・H・5) Enragé par l'action de Gyn, Don Krieg déclenche son gaz M.H.5. Gyn se sacrifie pour protéger Luffy du gaz. |                  |               |                    |               |
| Résumé : - Arc Baratie (3e partie) |                  |               |                    |               |
| 8 | 30 avril 1999    | 4-08-872712-6 | 13 novembre 2001   | 2-7234-3623-3 |
| Titre du volume : "Je ne mourrai pas !" (死なねェよ, Shinanē yo) Personnages en couverture : Monkey D. Luffy, Don Krieg, Gyn et PearlListe des chapitres : - Ch.63 : Je ne mourrai pas ! (死なねェよ, Shinanē yo) Luffy s'énerve contre Krieg après qu'il l'ait attaqué. - Ch.64 : Lance de guerre (大戦槍, Dai-Sensō) Krieg sort sa plus puissante lance mais Luffy réussit à la casser. - Ch.65 : La force des convictions (覚悟, Kakugo) Krieg et Luffy continuent de se battre et ce dernier parvient à briser l'armure de Krieg. - Ch.66 : Rêves abandonnés (噛み殺した槍, Kamikoroshita Yari) Luffy bat Krieg mais ce dernier essaye de le faire tomber à l'eau. Sanji parvient néanmoins à le sauver. - Ch.67 : La soupe de Sanji (SOUP) Gyn part avec son équipage et Luffy essaie de faire en sorte que Sanji rejoigne son équipage. Après qu'il est harcelé par ses collègues, ils disent que c'est pour le pousser à partir à l'aventure. - Ch.68 : La quatrième recrue (4人目, Yo-nin Me) Yosaku revient et révèle qu'il sait où est Nami. Sanji rejoint l'équipage de Chapeau de paille et ils partent ensuite des Baratie après des adieux larmoyants. - Ch.69 : Arlong Park (アーロンパーク, Āron Pāku) Yosaku explique ce que sont les grands corsaires. Nami révèle faire partie d'un équipage pirate dirigé par Arlong, un homme-poisson. - Ch.70 : L'odyssée d'Usopp le brave (男ウソップ大冒険, Otoko Usoppu Dai-Bōken) Zoro, Usopp et Johnny rentrent dans Arlong Park pour chercher le Vogue Merry, mais Zoro est capturé. Après avoir été séparé de Johnny, Usopp est attaqué par un homme-poisson mais il est sauvé par Nojiko, la sœur adoptive de Nami. - Ch.71 : Les rois de la création (万物の霊長, Banbutsu no Reichō) Nojiko révèle à Usopp que l'équipage d'Arlong contrôle son village et que Zoro a été emmené à Arlong Park. Cependant, Nami l'aide à s'échapper. |                  |               |                    |               |
| Résumé : - Arc Baratie (4e partie) - Arc Arlong Park (1re partie) |                  |               |                    |               |
| 9 | 2 juillet 1999   | 4-08-872735-5 | 12 février 2002    | 2-7234-3624-1 |
| Titre du volume : Larmes (涙, Namida) Personnages en couverture : Monkey D. Luffy, Nami, Roronoa Zoro, Usopp et Sanji VinsmokeListe des chapitres : - Ch.72 : Conformément à ses moyens (分相応, Bunsō'ō) Arlong tente de tuer Genzo, le chef du village de Cocoyashi, pour possession d'armes, mais il est sauvé par Usopp. - Ch.73 : Le terrible monstre venu de "Grand Line" (偉大なる航路から来た怪物, Gurando Rain kara Kita Kaibutsu) Zoro demande à Octy de l'aider à quitter Arlong Park. Pendant ce temps, le groupe de Luffy est attaqué par Meuh-Meuh, mais Sanji le bat facilement. Arlong retourne à Arlong Park et il apprend que Zoro a attaqué son équipage. - Ch.74 : Business is business (仕事, Bijinesu) Après avoir appris que son prisonnier était Zoro, Arlong oblige Nami à "tuer" Usopp pour prouver sa loyauté. Pendant ce temps, après avoir utilisé Meuh-Meuh pour les remorquer, le groupe de Luffy arrive au village de Cocoyashi et ils croisent Zoro qui courait pour sauver Usopp. - Ch.75 : Cartes marines et hommes-poissons (海図と魚人, Kaizu to Gyōjin) Johnny révèle qu'il a vu Nami tuer Usopp, mais Luffy refuse de le croire. Pendant ce temps, une unité de la Marine envoyée pour libérer le village de Cocoyashi est vaincue par Smack, Octy et Kuroobi. - Ch.76 : L'heure de la sieste (ねる, Neru) Après que Nami révèle qu'elle n'a jamais été amie avec Luffy, Usopp se révèle être encore vivant car sa mort a été falsifiée. Nojiko arrive pour expliquer l'histoire de Nami à condition que l'équipage de Chapeau de paille n'interfère plus. - Ch.77 : Les prémices d'un rêve (夢の一歩, Yume no Ippo) Bien que seuls Usopp et Sanji acceptent d'écouter Nojiko, elle raconte l'histoire de leur mère adoptive Belmer et la vie difficile mais heureuse qu'elles menaient il y a dix ans avant qu'Arlong n'arrive sur l'île. - Ch.78 : Belmer (ベルメールさん, Berumēru-san) Après que l'équipage d'Arlong ait pris possession du village et exigé de lourdes taxes pour que les habitants survivent, ils remarquent la maison de Belmer à l'arrière du village. Elle utilise son argent pour sauver Nojiko et Nami et elle est tuée pour avoir tenté d'attaquer Arlong. - Ch.79 : Vivre (生きる, Ikiru) Voyant les compétences de Nami en cartographie, Arlong la force à rejoindre son équipage. Cependant, elle révèle plus tard à Nojiko qu'elle a conclu un marché avec Arlong pour racheter le village de Cocoyashi avec beaucoup d'argent. - Ch.80 : Un crime est un crime (罪は罪, Tsumi wa Tsumi) Nezumi de la Marine arrive chez Nojiko et Nami pour récupérer l'argent que Nami a volé pour racheter le village. Elle se rend compte qu'Arlong est responsable de la fuite de l'information et elle apprend aussi que le village savait la vérité sur ses liens avec l'homme-poisson pendant toutes ces années. - Ch.81 : Larmes (涙, Namida) Réalisant qu'ils ne seront jamais libres, les villageois décident de se rebeller. Ne voulant pas qu'ils meurent, Nami choisit de demander de l'aide à Luffy, ce qu'il accepte. Johnny et Yosaku, qui ont appris la vérité sur Nami, arrêtent les villageois en leur disant que seuls les membres de l'équipage de Chapeau de paille ont une chance contre l'équipage d'Arlong. |                  |               |                    |               |
| Résumé : - Arc Arlong Park (2e partie) |                  |               |                    |               |
| 10 | 4 octobre 1999   | 4-08-872773-8 | 16 avril 2002      | 2-7234-3625-X |
| Titre du volume : OK, Let's Stand Up ! Personnages en couverture : Monkey D. Luffy, Arlong, Octy, Kuroobi, Smack et Meuh-MeuhListe des chapitres : - Ch.82 : OK, Let's Stand Up ! (OK, Let's STAND UP!, Ōkē, Rettsu, Sutan Dappu!) L'équipage de Chapeau de paille fait face à l'équipage d'Arlong. Ne les prenant pas au sérieux, Octy demande à Meuh-Meuh de les battre. Bien qu'initialement ne voulant pas se battre après avoir reconnu Sanji et Luffy, ce dernier contrecarre son attaque et l'utilise pour éliminer la plupart des hommes-poissons. - Ch.83 : Luffy in Black (ルフィ IN BLACK, Rufi IN BLACK) La dernière attaque de Luffy lui laisse les pieds coincés dans le sol. Alors que ses compagnons se préparent à affronter les trois officiers d'Arlong, cc dernier décide de lancer la pierre sur laquelle est coincé Luffy dans l'eau. - Ch.84 : Mort-vivant (ゾンビ, Zonbi) Alors que Genzo et Nojiko se préparent à aider Luffy, Sanji remarque que les blessures de Zoro ne sont pas encore complètement guéries. - Ch.85 : Trois sabres contre six (三刀流対六刀流, Santōryū tai Rokutōryū) Malgré son handicap, et en empruntant les épées de Johnny et Yosaku, Zoro réussit à vaincre Octy. Sanji décide d'aller sous l'eau pour aider Luffy car Zoro n'est pas en état de le faire, mais Kuroobi le suit. Nojiko et Genzo ont un plan pour aider Luffy à survivre plus longtemps. - Ch.86 : Esprit chevaleresque versus karaté aquatique (騎士道VS魚人空手, Kishidō VS Gyōjin Karate) Sanji trouve que ses coups de pied ne sont plus aussi forts sous l'eau, et il est en train de perdre face à Kuroobi qui ne lui laisse aucune chance de prendre de l'air. Genzo et Nojiko tirent la tête de Luffy au-dessus de l'eau pour lui faire reprendre connaissance. Après que Kuroobi se soit moqué de sa chevalerie, Sanji force Kuroobi à revenir à la surface, ce qui lui permet de vaincre l'homme-poisson une fois sur terre. - Ch.87 : Fini de jouer (終わったんだ!!, Owattanda!!) Bien qu'il ait simulé sa mort afin que Smack puisse le laisser tranquille, Usopp reprend du courage et il parvient à vaincre l'homme-poisson. - Ch.88 : Mourir ensemble !! (死んで!!!, Shinde!!!) Nami décide d'affronter Arlong car ce dernier domine facilement Zoro et Sanji. Nami refuse de le rejoindre à nouveau et elle est prête à mourir avec les villageois. Remarquant que les efforts de Nojiko et Genzo sont payants, Zoro décide de retenir Arlong pour que Sanji puisse aller libérer Luffy. - Ch.89 : Remplacement (交替, Kōtai) Zoro et Usopp retiennent Arlong mais les blessures du sabreur se rouvrent. Malgré la tentative d'Octy d'arrêter Sanji, ce dernier détruit alors le rocher, ce qui libère les pieds de Luffy. Il peut ainsi commencer son combat contre Arlong. - Ch.90 : De quoi est-tu capable ?! (何ができる, Nani ga Dekiru) Ignorant les déclarations d'Arlong sur la faiblesse de s'appuyer sur les autres, Luffy commence le duel pour prouver qu'il peut le battre. Il casse les dents de l'homme-poisson, mais comme il est de la race des requins, elles repoussent. |                  |               |                    |               |
| Résumé : - Arc Arlong Park (3e partie) |                  |               |                    |               |

### Tomes 11 à 20
| no | Japonais         | Japonais      | Français          | Français      |
| no | Date de sortie   | ISBN          | Date de sortie    | ISBN          |
| --- | ---------------- | ------------- | ----------------- | ------------- |
| 11 | 2 décembre 1999  | 4-08-872797-5 | 2 juillet 2002    | 2-7234-3626-8 |
| Titre du volume : Le plus grand bandit d'East Blue (東一番の悪, Higashi Ichi-Ban no Waru) Personnages en couverture : Monkey D. Luffy, Roronoa Zoro, Nami, Usopp et Sanji VinsmokeListe des chapitres : - Ch.91 : Darts (DARTS) Luffy essaie de trouver un moyen de battre Arlong alors que l'homme-poisson l'agresse avec une variété d'attaques. - Ch.92 : Un bonheur simple ? (幸せ, Shiawase) Au cours de leur combat, Luffy et Arlong se retrouvent dans la salle de cartographie où Nami a été forcée de dessiner des cartes pour Arlong. - Ch.93 : Chute libre (下へまいります, Shita e Mairimasu) Luffy détruit la salle de cartographie et bat Arlong. - Ch.94 : Le second (二人目, Futari-Me) Nami chasse Nezumi hors de l'île, et ce dernier jure de se venger de Luffy. - Ch.95 : Tourne, mon beau moulin ! (まわれ風車, Maware Kazaguruma) Après une journée de fête, l'équipage quitte le village avec Nami comme membre définitif. - Ch.96 : Le plus grand bandit d'East Blue (東一番の悪, Higashi Ichi-Ban no Waru) L'équipage s'arrêtent à Loguetown avant de se diriger vers Grand Line. Cependant, la Marine a donné une prime à Luffy. - Ch.97 : Le troisième Kitetsu (三代鬼徹, Sandai Kitetsu) Zoro va acheter de nouvelles épées, et avec l'aide de Tashigi, il trouve deux lames de qualité nommées le troisième Kitetsu et Yubashiri. - Ch.98 : Un ciel menaçant (暗雲, An'un) Luffy est pris en embuscade et il est piégé par l'alliance de Buggy et d'Alvida. - Ch.99 : Luffy est mort (ルフィが死んだ, Rufi ga Shinda) Luffy est miraculeusement sauvé de son exécution par un éclair, mais lui et son équipage sont ensuite poursuivis par un peloton de soldats de la Marine dirigé par le colonel Smoker. |                  |               |                   |               |
| Résumé : - Arc Arlong Park (4e partie) - Arc Loguetown (1re partie) |                  |               |                   |               |
| 12 | 2 février 2000   | 4-08-872822-X | 27 août 2002      | 2-7234-3934-8 |
| Titre du volume : Et ainsi débuta la légende (伝説は始まった, Densetsu wa Hajimatta) Personnages en couverture : Monkey D. Luffy, Roronoa Zoro, Nami, Usopp et Sanji VinsmokeListe des chapitres : - Ch.100 : Et ainsi débuta la légende (伝説は始まった, Densetsu wa Hajimatta) Smoker capture Buggy et Alvida et il se prépare à faire de même avec Luffy quand il est arrêté par une tempête et un homme nommé Dragon. L'équipage quitte ensuite Loguetown pour se diriger vers Grand Line. - Ch.101 : Reverse Mountain (リヴァースマウンテン, Rivāsu Maunten) Après s'être accidentellement retrouvé sur Calm Belt, l'équipage remonte Reverse Mountain pour se rendre sur Grand Line. - Ch.102 : En route pour Grand Line (さて、偉大なる航路, Sate, Gurando Rain) L'équipage arrive sur Grand Line mais ils sont avalés par une baleine géante. - Ch.103 : Drôle de baleine (クジラ, Kujira) Les pirates rencontrent un vieil homme nommé Crocus à l'intérieur de la baleine, et ce dernier leur révèle que la baleine se nomme Laboon. Ils rencontrent également un homme et une femme étranges. - Ch.104 : Le cap de la promesse (約束の岬, Yakusoku no Misaki) L'équipage sort du corps de Laboon, qui attend avec impatience le retour d'un équipage de pirate aujourd'hui décédé. Luffy promet alors à Laboon qu'il reviendra après avoir conquis Grand Line. - Ch.105 : Log Pose (記録指針, Rogu Pōsu) Crocus donne à l'équipage un Log Pose et ils acceptent d'emmener Mr 9 et Miss Wednesday à Whisky Peak. - Ch.106 : Un accueil chaleureux (歓迎の町, Kangei no Machi) L'équipage atteint Whisky Peak, où ils reçoivent un accueil exceptionnellement chaleureux. - Ch.107 : Clair de lune et pierres tombales (月光と墓標, Gekkō to Bihyō) Les pirates s'évanouissent après la fête, et il est révélé que c'était un piège pour capturer Luffy pour sa prime. Cependant, Zoro affronte les chasseurs de primes de Baroque Works avant qu'ils puissent passer à l'acte. - Ch.108 : Seul contre 100 chasseurs de primes (100人の賞金稼ぎ, Hyaku-nin no Shōkin Kasegi) Zoro bat facilement les 100 chasseurs de primes de Baroque Works. |                  |               |                   |               |
| Résumé : - Arc Loguetown (2e partie) - Arc Reverse Mountain - Arc Whisky Peak (1re partie) |                  |               |                   |               |
| 13 | 28 avril 2000    | 4-08-872863-7 | 15 octobre 2002   | 2-7234-4010-9 |
| Titre du volume : Tiens bon !! (大丈夫!!!, Daijōbu!!!) Personnages en couverture : Monkey D. Luffy, Mr. 5, Miss Valentine, Igaram, Miss Monday, Mr. 9, Nefertari Vivi, Mr. 13 et Miss FridayListe des chapitres : - Ch.109 : Question de responsabilité (責任問題, Sekinin Mondai) Zoro bat Mr 8, Mr 9 et Miss Wednesday, et il sort ainsi victorieux de son combat contre les 100 chasseurs de primes de Baroque Works. - Ch.110 : Une longue nuit (夜は終わらない, Yoru wa Owaranai) M. 5 et Miss Valentine viennent tuer Miss Wednesday et Mr 8, qui sont en réalité la princesse Vivi et Igaram du royaume d'Alabasta, qui agissent en tant qu'infiltrés chez Baroque Works. - Ch.111 : Une organisation criminelle secrète (秘密犯罪会社, Himitsu Hanzai Kaisha) Après le réveil des pirates, Igaram demande leur aide pour protéger Vivi des agents de Baroque Works. - Ch.112 : Luffy versus Zoro (ルフィ VS ゾロ, Rufi VS Zoro) Luffy s'en prend à Zoro pour avoir attaqué les chasseurs de primes qui s'étaient liés d'amitié avec eux, et Mr 5 et Miss Valentine sont blessés par inadvertance au cours de leur combat. - Ch.113 : Tiens bon !! (大丈夫!!!, Daijōbu!!!) Nami met un terme au combat de Luffy et Zoro et l'équipage se prépare alors à aller avec Vivi à Alabasta, qui est sous la menace d'un coup d'État par le patron de Baroque Works, Me 0, qui est en réalité Crocodile de l'Ordre des Sept Grands Corsaires. - Ch.114 : Le capitaine s'affirme (進路, Shinro) Miss Allsunday de Baroque Works apparaît de manière inattendue sur le Vogue Merry et elle offre à l'équipage un Eternal Pose qui pointe sur Alabasta, mais Luffy rejette son offre et ils se dirigent vers Little Garden. - Ch.115 : Little Garden (冒険のリトルガーデン, Bōken no Ritoru Gāden) L'équipage débarque sur Little Garden. - Ch.116 : Titanesques (でっけェ, Dekkē) L'équipage rencontre les géants Dorry et Broggy, qui se battent en duel sur Little Garden depuis 100 ans. - Ch.117 : Dorry et Broggy (ドリーとブロギー, Dorī to Burogī) Mr 3 et Miss Goldenweek décident de s'en prendre aux pirates. Pendant ce temps, Dorry est blessé après que le rhum que l'équipage lui a donné explose, le poussant à attaquer Luffy. |                  |               |                   |               |
| Résumé : - Arc Whisky Peak (2e partie) - Arc Little Garden (1re partie) |                  |               |                   |               |
| 14 | 4 juillet 2000   | 4-08-872888-2 | 21 janvier 2003   | 2-7234-4153-9 |
| Titre du volume : Instinct (本能, Hon'nō) Personnages en couverture : Monkey D. Luffy, Nefertari Vivi, Kaloo, Galdino et Miss GoldenweekListe des chapitres : - Ch.118 : Nous ne sommes pas seuls (誰かいる, Dare ka Iru) Luffy bat Dorry, affaibli par ses blessures. Pendant ce temps, Mr 5 et Miss Valentine rencontrent Mr 3 sur Little Garden et ils prévoient de capturer Dorry et Broggy. - Ch.119 : Tous les moyens sont bons (姑息, Kosoku) Dorry et Broggy reprennent leur duel, mais Mr. 3 interfère et permet ainsi à Broggy de prendre le dessus. - Ch.120 : Les larmes du démon rouge (赤鬼が泣いた, Aka-Oni ga Naita) Après avoir vaincu Dorry, Broggy est piégé par Mr 3 et il apprend l'interférence qui a eu lieu, tandis que Mr 5 et Miss Valentine capturent Vivi. - Ch.121 : Je le savais ! (わかっていた, Wakatte Ita) Vivi, Zoro et Nami sont emmenés sur la pièce montée de cire de Mr 3 pour être transformés en statues de cire. - Ch.122 : Plus utile vivant que mort (死人は役に立たぬ, Shijin wa Yaku ni Tatanu) Alors que les captifs envisagent de se démembrer pour se libérer de la cire, Luffy, Usopp et Kaloo arrivent pour les sauver. - Ch.123 : Luffy versus Mr 3 (ルフィ VS Mr. 3, Rufi VS Mr. 3) Luffy utilise les pouvoirs du ciro-fruit de Mr 3 contre lui lors du combat. - Ch.124 : Ce thé est exquis (お茶がうめェ, Ocha ga Umē) Luffy se retrouve pris au piège dans le Colors Trap de Miss Goldenweek et Usopp et Kaloo tentent de l'aider tout en combattant Mr 5 et Miss Valentine. - Ch.125 : Attaque Candle Champion (キャンドルチャンピオン, Kyandoru Chanpion) Luffy, Usopp et Kaloo tentent de faire fondre la pièce montée renfermant Zoro, Nami et Vivi. - Ch.126 : Instinct (本能, Hon'nō) Les captifs sont libérés avec succès et ils aident Usopp à vaincre Mr 5 et Miss Valentine, tandis que Luffy et Kaloo poursuivent M. 3 et Miss Goldenweek dans la forêt où ils parviennent à les vaincre rapidement. |                  |               |                   |               |
| Résumé : - Arc Little Garden (2e partie) |                  |               |                   |               |
| 15 | 4 septembre 2000 | 4-08-873009-7 | 19 mars 2003      | 2-7234-4213-6 |
| Titre du volume : Droit devant !! (まっすぐ!!!, Massugu!!!) Personnages en couverture : Monkey D. Luffy, Usopp, Dorry et BroggyListe des chapitres : - Ch.127 : Escargophone (電伝虫, Dendenmushi) Dorry révèle être vivant car l'arme de Broggy est émoussée. Au même moment, Sanji se fait passer pour Mr 3 lorsque Crocodile l'appelle et lui fait livrer un Eternal Pose qui pointe vers Alabasta, mais le grand corsaire devient méfiant et il envoie Mr 2 sur Little Garden. - Ch.128 : Un pavillon symbole de fierté (海賊簱, Hokori) Alors que Luffy et son équipage quittent Little Garden pour se diriger vers Alabasta, Smoker décide également de sy rendre après avoir intercepté l'appel de Sanji avec Crocodile. - Ch.129 : Droit devant !! (まっすぐ!!!, Massugu!!!) Dorry et Broggy aident les pirates en tuant un gobe-îles, leur permettant de quitter Little Garden. Après cela, Nami s'effondre sous le coup de la fièvre. - Ch.130 : Vitesse maximale (最高速度, Saikō Sokudo) Nami tente de se surmonter sa fièvre afin de naviguer jusqu'à Alabasta, mais Vivi décide qu'elle a d'abord besoin de voir un médecin. Ils entrent dans une zone hivernale et Zoro remarque quelque chose d'étrange. - Ch.131 : Wapol la quincaille (ブリキのワポル, Buriki no Waporu) Les pirates rencontrent l'équipage du "Bliking", dont le capitaine, Wapol, peut tout manger grâce aux pouvoirs du fruit du glouton. Cependant, Luffy parvient à éjecter Wapol du navire. - Ch.132 : Tu vois ? (ね, Ne) Les pirates atteignent une île hivernale mais ils sont attaqués par des villageois méfiants. Cependant, ils finissent par être accueillis après s'être inclinés pour demander leur aide pour sauver Nami. - Ch.133 : Aventures dans un pays sans nom (名もなき国の冒険, Na mo Naki Kuni no Bōken) Dolton guide les pirates jusqu'au village, révélant que le seul médecin est considéré comme une « sorcière » et qu'elle vit dans le château situé au sommet d'une montagne inaccessible. Cependant, Luffy et Sanji décident de gravir la montagne avec Nami sur le dos. - Ch.134 : Le Dr Kureha (Dr. くれは, Dr. Kureha) Dolton révèle à Usopp et Vivi que Wapol était autrefois leur roi mais qu'il s'est enfui lorsqu'un pirate nommé Barbe Noire a attaqué, alors qu'au même moment et à son insu, Wapol et son équipage s'approchent de l'île de Drum. Alors que Sanji et Luffy combattent les lapins des neiges, le docteur Kureha descend dans une ville voisine pour soigner des patients. - Ch.135 : Les lapins des neiges (ラパーン, Rapān) Sanji continue de combattre les lapins des neiges tandis que Dolton, à la recherche du docteur Kureha, apprend que Wapol est de retour. Ce dernier a l'intention à la fois de reprendre son royaume et de se venger de Luffy et son équipage. - Ch.136 : Un homme appelé Dolton (ドルトンという男, Doruton to Iu Otoko) Dolton combat Wapol et ses hommes mais il est grièvement blessé lorsqu'il protège les villageois des flèches de Chess. Au même moment, les lapins des neiges provoquent une avalanche. |                  |               |                   |               |
| Résumé : - Arc Little Garden (3e partie) - Arc Île de Drum (1re partie) |                  |               |                   |               |
| 16 | 4 décembre 2000  | 4-08-873045-3 | 14 mai 2003       | 2-7234-4240-3 |
| Titre du volume : Successeurs (受け継がれる意志, Uketsugareru Ishi) Personnages en couverture : Monkey D. Luffy, Tony-Tony Chopper et HilulukListe des chapitres : - Ch.137 : Avalanche (雪崩, Nadare) Sanji se sacrifie pour sauver Luffy et Nami de l'avalanche et il perd connaissance. - Ch.138 : Au sommet (頂上, Chōjō) Luffy est attaqué par Wapol, Chess et Kuromarimo mais il est sauvé par les lapins des neiges. Après une dure escalade, il finit par amener Nami et Sanji jusqu'au château. - Ch.139 : Tony-Tony Chopper (トニートニー・チョッパー登場, Tonītonī Choppā Tōjō) Nami reprend conscience après avoir été soignée par le docteur Kureha, faisant ainsi sa rencontre ainsi que celle de Tony-Tony Chopper, un renne au nez bleu ayant des facultés humaines, dont la parole, grâce au fruit de l'humain. - Ch.140 : Un château enneigé (雪の住む城, Yuki no Sumu Shiro) Alors que Luffy et Sanji essaient de manger Chopper, Kureha raconte à Nami le passé du renne. - Ch.141 : Charlatan (ヤブ医者, Yabuisha) Wapol arrive au château pour tenter de le reprendre mais Kureha et Chopper le défendent en l'honneur de leur ami décédé Hiluluk. - Ch.142 : Tête de mort et cerisiers (ドクロと桜, Dokuro to Sakura) Six ans plus tôt, Chopper fait la rencontre du docteur Hiluluk. - Ch.143 : Maladresse (不器用, Bukiyō) Après avoir appris qu'Hiluluk n'a que peu de temps à vivre, Chopper part à la recherche d'un remède. - Ch.144 : Contes de neige (雪物語, Yuki Monogatari) Hiluluk consomme le champignon que Chopper a recueilli pour lui puis il part les "Toubibs 20" soi-disant malades, mais Kureha apprend au renne que le champignon est en réalité toxique. - Ch.145 : Successeurs (受け継がれる意志, Uketsugareru Ishi "Inherited Will") Hiluluk a été piégé par Wapol, mais après s'être satisfait que personne ne soit malade, il se suicide. Après avoir été sauvé de justesse par Dolton et avoir pleuré la mort de son bienfaiteur, Chopper a ensuite rejoint Kureha pour lui demander de lui enseigner la médecine. |                  |               |                   |               |
| Résumé : - Arc Île de Drum (2e partie) |                  |               |                   |               |
| 17 | 2 février 2001   | 4-08-873073-9 | 17 septembre 2003 | 2-7234-4086-9 |
| Titre du volume : Les cerisiers d'Hiluluk (ヒルルクの桜, Hiruruku no Sakura) Personnages en couverture : Monkey D. Luffy, Sanji Vinsmoke, Tony-Tony Chopper, Wapol, Chess et KuromarimoListe des chapitres : - Ch.146 : Une bataille pour la défense d'un pays (国防戦, Kokubōsen) De retour dans le présent, Kureha et Chopper combattent Wapol, Chess et Kuromarimo avec l'aide de Luffy et Sanji. - Ch.147 : Imposteurs (ウソッパチ, Usoppachi) Alors que Dolton décide d'aller affronter à nouveau Wapol au château, ce dernier utilise les pouvoirs de son fruit du démon contre Luffy et ses alliés. - Ch.148 : Jamais ne ploie (折れない, Orenai) Wapol essaie de détruire le drapeau pirate d'Hiluluk mais Luffy le protège. - Ch.149 : Rumble !! (RUMBLE!!) Chopper combat et parvient à vaincre Chessmarimo. - Ch.150 : Canon mitrailleur portatif à 7 coups, ultime défenseur de la Couronne royale de Drum (ロイヤルドラムクラウン７連散弾ブリキング大砲, Roiyaru Doramu Kuraun Nana-ren Shotto Burikingu Kyanon) Wapol entre dans le château pour se renforcer avec des armes, mais il se retrouve à nouveau face à Luffy. - Ch.151 : Dans le ciel de Drum (ドラムの空, Doramu no Sora) Luffy parvient à vaincre Wapol en le propulsant hors de l'île. - Ch.152 : Pleine lune (満月, Mangetsu) Dolton remercie Luffy pour son aide et Chopper rejoint l'équipage. - Ch.153 : Les cerisiers d'Hiluluk (ヒルルクの桜, Hiruruku no Sakura) L'équipage part de l'île de Drum. - Ch.154 : En route pour Alabasta (アラバスタへ, Arabasuta e) Après le départ des pirates, les citoyens de l'île de Drum réfléchissent à leur avenir, tandis que Chopper découvre la vie de pirate. - Ch.155 : Sir Crocodile, "le Corsaire" (海賊 サー・クロコダイル, Kaizoku Sā Kurokodairu) Vivi explique comment le patron de Baroque Works, Crocodile, est considéré comme un héros à Alabasta. |                  |               |                   |               |
| Résumé : - Arc Île de Drum (3e partie) - Arc Alabasta (1re partie) |                  |               |                   |               |
| 18 | 4 avril 2001     | 4-08-873100-X | 12 novembre 2003  | 2-7234-4384-1 |
| Titre du volume : Ace entre en scène (エース登場, Ēsu Tōjō) Personnages en couverture : Portgas D. Ace, Nami, Longs-cils, Monkey D. Luffy, Tony-Tony Chopper, Roronoa Zoro, Usopp, Sanji Vinsmoke, Nefertari Vivi et les Kung-Fu DugongsListe des chapitres : - Ch.156 : Un temps de folle (オカマ日和, Okama-Biyori) Luffy et son équipage font la rencontre Mr 2 Bonclay de Baroque Works. - Ch.157 : Ace entre en scène (エース登場, Ēsu Tōjō) Alors que le Vogue Merry atteint Alabasta, Smoker tombe sur Portgas D. Ace de l'équipage de Barbe Blanche dans un restaurant. - Ch.158 : Arrivée à Alabasta (上陸のアラバスタ, Jōriku no Arabasuta) Luffy interrompt par inadvertance la rixe entre Smoker et Ace et il se réunit avec ce dernier qui est son grand frère. - Ch.159 : Rejoins-moi (来いよ, Koi yo) Après s'être échappé de la Marine, Luffy présente Ace à son équipage. - Ch.160 : Rendez-vous à huit heures au "Spider's Café" (スパイダーズカフェに８時, Supaidāzu Kafe ni Hachi-ji) Alors que l'équipage se dirige vers Yuba, les agents spéciaux de Baroque Works se rassemblent pour aller rencontrer Crocodile. - Ch.161 : Elmar, la ville verte (緑の町エルマル, Midori no Machi Erumaru) Luffy et son équipage découvrent la façon dont Crocodile a plongé une grande partie d'Alabasta dans une impitoyable sécheresse dans le cadre de son plan. - Ch.162 : Périple au pays des sables (砂の国の冒険, Suna no Kuni no Bōken) Après un long et difficile voyage, les jeunes pirates atteignent Yuba. - Ch.163 : Yuba, le village des rebelles (反乱軍の町ユバ, Hanran-Gun no Machi Yuba) Luffy et son équipage ne trouvent plus qu'un vieil homme nommé Toto à Yuba, et Vivi se souvient de son passé avec un jeune garçon nommé Koza. - Ch.164 : J'aime mon pays (国が好き, Kuni ga Suki) Vivi continue de se souvenir de son enfance avec Koza, qui est devenu le chef de la rébellion. - Ch.165 : Opération Utopia (作戦名ユートピア, Sakusenmei Yūtopia) Les agents spéciaux rencontrent Crocodile qui dévoile son plan pour s'emparer d'Alabasta. - Ch.166 : Luffy versus Vivi (ルフィ VS ビビ, Rufi VS Bibi) Alors que Crocodile apprend que Luffy et son équipage sont toujours vivants, Luffy et Vivi se disputent sur la façon d'arrêter la guerre. |                  |               |                   |               |
| Résumé : - Arc Alabasta (2e partie) |                  |               |                   |               |
| 19 | 4 juillet 2001   | 4-08-873133-6 | 6 janvier 2004    | 2-7234-4404-X |
| Titre du volume : Rébellion (反乱, Uneri) Personnages en couverture : Monkey D. Luffy, Usopp, Koza, Nefertari Cobra, Pell et ChakaListe des chapitres : - Ch.167 : Lignes de front (戦線, Sensen) Alors que Luffy et son équipage commencent à se mettre en route pour Rainbase, où se trouve Crocodile, le roi Cobra reçoit la lettre de Vivi révélant le plan de Crocodile, et plutôt que de défendre Alubarna contre les rebelles, il décide d'envoyer l'armée royale à Rainbase. - Ch.168 : Rainbase, la ville des rêves (夢の町 レインベース, Yume no Machi Reinbēsu) Luffy et son équipage arrivent à Rainbase mais ils se retrouvent pris en chasse par Smoker, puis ils fissent par rentrer dans un casino. - Ch.169 : Le plus grand guerrier du royaume (王国最強の戦士, Ōkoku Saikyō no Senshi) Tandis que Luffy, Zoro, Nami, Usopp et Smoker se font prendre au piège par Crocodile, Vivi se fait sauver de Baroque Works par Pell mais ils se retrouvent confrontés à Miss Allsunday. - Ch.170 : Le début d'une longue journée (始まる, Hajimaru) Après que Miss Allsunday ait vaincu Pell grâce aux pouvoirs du fruit des éclosions, Vivi est amenée devant Crocodile qui révèle que l'opération Utopia est sur le point de commencer. - Ch.171 : Koza, chef de la rébellion (反乱軍統率者コーザ, Hanran-Gun Rīdā Kōza) À Nanohana, Mr 2 Bonclay prend l'apparence du roi afin de s'en prendre à Koza et pour déclencher la colère de la rébellion, tandis que Mr 1 et Miss Doublefinger font écraser un navire sur le port. - Ch.172 : Rébellion (反乱, Uneri) Alors que l'armée royale et la rébellion entrent en guerre ouverte, Crocodile explique son plan à ses prisonniers mais malgré tout cela, Vivi a toujours l'espoir d'empêcher la guerre. - Ch.173 : Gare aux Banana-crocos ! (バナナワニ, Banana-Wani) Tandis que Crocodile et Miss Allsunday partent pour Alubarna, le grand corsaire jette la clé de la cage dans l'ancre des banana-crocos, et Vivi se retrouve obligée de les combattre. - Ch.174 : Mr Prince (Mr. プリンス, Mr. Purinsu) Sanji, prenant le nom de Mr Prince, réussit à faire s'éloigner Crocodile du Rain-Dinners puis il retrouve Vivi et lui demande de l'amener auprès de Luffy et des autres. - Ch.175 : Libération (解放, Kaihō) Alors que Crocodile poursuit Chopper déguisé, Sanji et Vivi reviennent dans la salle et le cuisnier se confronte aux banana-crocos afin de retrouver le clé. Plus tard, Crocodile revient mais il retrouve Mr 3 avec un papier indiquant le message "Adieu les sales crocos !" soigné par Mr Prince. - Ch.176 : Rush !! (RUSH!!) Un peu plus tôt, Sanji avait forcé Mr 3, qui était dans l'estomac d'un banana-croco, de fabriquer une clé pour la cage. L'équipage de Chapeau de paille réussit ainsi à sortir du Rain-Dinners en nageant, sauvant au passage la vie de Smoker. Alors que Luffy et son équipage montent sur un crabe géant pour rejoindre Alubarna, ils sont rattrapés par Crocodile mais Luffy les couvre en se confrontant seul au grand corsaire. |                  |               |                   |               |
| Résumé : - Arc Alabasta (3e partie) |                  |               |                   |               |
| 20 | 4 septembre 2001 | 4-08-873158-1 | 3 mars 2004       | 2-7234-4583-6 |
| Titre du volume : Bataille décisive à Alubarna (決戦はアルバーナ, Kessen wa Arubāna) Personnages en couverture : Monkey D. Luffy, Crocodile, Nefertari Cobra, Koza, Smoker et KalooListe des chapitres : - Ch.177 : 30 millions contre 81 millions (3000万 VS 8100万, Sanzen-man VS Hassen-ichihyaku-man) Alors que Vivi et l'équipage de Chapeau de paille partent pour Alubarna, Luffy affronte Crocodile mais ses attaques sont inefficaces face au corps de sabre du grand corsaire. - Ch.178 : Grand Line, un monde impitoyable (LEVEL. G・L, LEVEL. Gurando Rain) Luffy continue de tenter de blesser Crocodile mais après que ce dernier ait crée une tempête de sable afin qu'elle détruise Yuba, Luffy se fait battre en se faisant transpercer par le crochet du grand corsaire. - Ch.179 : Bataille décisive à Alubarna (決戦はアルバーナ, Kessen wa Arubāna) Alors que Crocodile jette Luffy, toujours vivant, dans les sables mouvants, toutes les forces présentes sur Alabasta se dirigent vers Alubarna pour la confrontation finale. - Ch.180 : Alabasta, le royaume des animaux (アラバスタ動物ランド, Arabasuta Dōbutsu Rando) Tandis que Miss Allsunday sauve Luffy des sables mouvants et demande à Pell de le soigner, l'équipage de Chapeau de paille approche d'Alubarna grâce à l'aide des animaux d'Alabasta. - Ch.181 : L'énigme des super canards (超カルガモクイズ, Chō-Karugamo Kuizu) À la porte ouest d'Alubarna, les agents spéciaux de Baroque Works attendent Vivi et l'équipage de Chapeau de paille pour les empêcher de rencontrer la rébellion, mais ces derniers se déguisent puis se séparent afin de les empêcher de savoir lequel est Vivi, sans savoir que la vraie est restée cachée derrière. - Ch.182 : Cris de rage (怒号, Dogō) Vivi tente d'empêcher Koza d'aller à Alubarna avec la rébellion, mais ce dernier ne la voit pas et ils commencent à sa battre contre l'armée royale. Usopp arrive alors pour emmener Vivi à Alubarna, mais elle et Kaloo se rendent compte que ce n'est pas le vrai Usopp et ils s'enfuient, le faux Usopp révélant ensuite qu'il s'agit de Mr 2 Bonclay. - Ch.183 : Commandant Kaloo (カルー隊長, Karū-Taichō) Kaloo arrive à emmener Vivi à Alubarna tout en échappant à Mr 2 Bonclay mais lorsque ce dernier les rattrape, Sanji se confronte à lui. Au même moment, Usopp arrive à la porte sud-est afin d'aider Chopper à se battre contre Mr 4 et Miss Merrychristmas. - Ch.184 : Taupinière, quatrième district ! (モグラ塚４番街, Mogura-zuka Yonban-gai) Usopp et Chopper se battent contre Mr 4 et Miss Merrychristmas, et cette dernière utilise son fruit fouisseur pour créer des tunnels dans le sable. Seulement, Usopp utilise ses tunnels pour frapper Mr 4 à la tête avec un marteau de 5 tonnes. - Ch.185 : Si tu le dis... (へーそう, Hē Sō) Le marteau de 5 tonnes d'Usopp était en réalité du papier mâché et les deux agents spéciaux effectuent une contre-attaque, mais Chopper trouve leur point faible et il fait tirer les balles de Lassou dans la taupinière, provoquant une gigantesque explosion. - Ch.186 : 4 (4) L'explosion n'a pas été suffisante pour vaincre Mr 4 et Miss Merrychristmas, mais après une nouvelle stratégie d'Usopp et Chopper, ils parviennent à les vaincre une bonne fois pour toutes. |                  |               |                   |               |
| Résumé : - Arc Alabasta (4e partie) |                  |               |                   |               |

## Tome 0
- Ch.0 : Strong World (ストロングワールド, Sutorongu Wārudo?)

### Shueisha BOOKS
1. 1 2  Tome 1
2. 1 2  Tome 2
3. 1 2  Tome 3
4. 1 2  Tome 4
5. 1 2  Tome 5
6. 1 2  Tome 6
7. 1 2  Tome 7
8. 1 2  Tome 8
9. 1 2  Tome 9
10. 1 2  Tome 10
11. 1 2  Tome 11
12. 1 2  Tome 12
13. 1 2  Tome 13
14. 1 2  Tome 14
15. 1 2  Tome 15
16. 1 2  Tome 16
17. 1 2  Tome 17
18. 1 2  Tome 18
19. 1 2  Tome 19
20. 1 2  Tome 20

### Glénat manga
1. 1 2  Tome 1
2. 1 2  Tome 2
3. 1 2  Tome 3
4. 1 2  Tome 4
5. 1 2  Tome 5
6. 1 2  Tome 6
7. 1 2  Tome 7
8. 1 2  Tome 8
9. 1 2  Tome 9
10. 1 2  Tome 10
11. 1 2  Tome 11
12. 1 2  Tome 12
13. 1 2  Tome 13
14. 1 2  Tome 14
15. 1 2  Tome 15
16. 1 2  Tome 16
17. 1 2  Tome 17
18. 1 2  Tome 18
19. 1 2  Tome 19
20. 1 2  Tome 20